# Bernardo Cruz
Bernardo Víctor Cruz Torres (Cordova, 17 luglio 1993) è un calciatore spagnolo, difensore svincolato.

## Caratteristiche tecniche
È un difensore centrale.

## Carriera
Cresciuto nelle giovanili del Córdoba, ha esordito il 6 settembre 2011 in occasione del match di Coppa del Re vinto 1-0 contro il Real Murcia.